# Personaggi di Chainsaw Man
Questa è una lista dei personaggi di Chainsaw Man, manga scritto e disegnato da Tatsuki Fujimoto. Gli stessi compaiono anche nella serie televisiva anime e in tutti i media derivati.

## Personaggi principali
Denji (デンジ?)
Doppiato da: Kikunosuke Toya (ed. giapponese), Mosè Singh (ed. italiana)
Un giovane Cacciatore di Diavoli che ha sempre vissuto una vita difficile all'insegna della povertà, appartenente alla Quarta Divisione della Pubblica Sicurezza. Unitosi alla Pubblica Sicurezza, inizia a vivere una vita felice, vivendo in una vera casa e mangiando cibi deliziosi, trovando una famiglia (nonostante gli iniziali screzi e litigi) nello scontroso collega Aki e in Power, il Diavolo Sangue. È perdutamente innamorato di Makima.
Asa Mitaka (三鷹アサ?, Mitaka Asa)
Studentessa che frequenta la stessa scuola di Denji, prova un forte odio verso i Diavoli a causa della morte dei suoi genitori per colpa del Diavolo Tifone. Goffa e insicura, tende ad inciampare spesso nelle situazioni peggiori, causando disastri come l'uccisione accidentale del pollo Bucky, che la porta ad essere vista con disprezzo dal resto della sua classe. Viene uccisa proprio da una delle sue compagne di classe che, invidiosa delle attenzioni del loro insegnante verso Asa, ha stretto un patto con il Diavolo Giustizia.
Poco prima di morire, Asa stringe un patto col Diavolo Guerra, uno dei Quattro Cavalieri, col potere di trasformare chi le appartiene in arma. Il Diavolo Guerra è stato indebolito da Pochita, che ha divorato il Diavolo Guerra Nucleare, e vuole vendicarsi uccidendo Chainsaw Man e recuperando il Diavolo da lui cancellato; quando prende il controllo di Asa si fa chiamare Yoru, rimanendo esteticamente uguale fatta eccezione per le pupille concentriche e le cicatrici sul volto.
Dopo aver incontrato Denji, lo considera un perdente e lo vede come una potenziale arma contro Chainsaw Man (essendo ignara della sua vera natura); nonostante questo inizia a sviluppare una superficiale infatuazione per lui in seguito al tempo trascorso insieme chiusi nell'acquario a causa del Diavolo Eternità.
La sua memoria viene riscritta da Nayuta, che essendo gelosa di Denji lo considera una sua proprietà e desidera tenerlo per sé, motivo per cui fa credere ad Asa che l'appuntamento con Denji non sia mai avvenuto.
Asa mostra dunque la volubilità dei suoi sentimenti infatuandosi di Yoshida quando la prende da parte per parlarle, per poi rimanere delusa scoprendo che era soltanto per intimarle di restare lontano da Denji.

## Quattro Cavalieri dell'Apocalisse
Un gruppo di potenti Diavoli che ricordano l'esistenza dei Diavoli mangiati dal Diavolo Motosega, che hanno combattuto molto tempo fa; sembrano inoltre avere la capacità di ricordare le loro vite passate. 
Makima (マキマ?)
Doppiata da: Tomori Kusunoki (ed. giapponese), Benedetta Ponticelli (ed. italiana)
Ufficiale della Pubblica Sicurezza, gentile e rassicurante, nasconde anche un lato calcolatore, freddo e razionale; è uno dei Quattro Cavalieri, il Diavolo Controllo. Il suo scopo ultimo è creare un mondo perfetto in cui tutti siano "uguali" e non soggiogati dalla paura. Dopo che Denji l'ha divorata si reincarna in una bambina di nome Nayuta, che il protagonista accetta di accudire.
Yoru (ヨル?)
Il Diavolo Guerra che stipula un contratto con Asa dopo averla salvata dalla presidente di classe che aveva un contatto con il Diavolo Giustizia. Rappresenta la paura primordiale della guerra ed è uno dei Quattro Cavalieri, con l'abilità di trasformare tutto ciò che le appartiene in armi, che diventano più potenti in base al legame affettivo. Attraverso Asa, con cui condivide ora il corpo e la mente, è in grado di creare armi più forti, in quanto la ragazza prova emozioni più profonde verso oggetti e persone. Yoru è rimasta tremendamente indebolita dopo che Pochita ha consumato il Diavolo Guerra Nucleare, che alimentava indirettamente il suo potere, causando una diminuzione dei conflitti e della paura della guerra nel mondo e di conseguenza dei suoi poteri. Proprio per questo è attualmente in cerca della sua vendetta contro Chainsaw Man, oltre che per cercare di fargli vomitare il Diavolo Guerra Nucleare e ripristinare la sua forza. Controlla metà del cervello di Asa, condividendo le emozioni ed i pensieri della ragazza; per questo tende a condividere le debolezze di Asa e le sensazioni che prova. Prima di possedere Asa, è apparsa per la prima volta in forma indebolita di un gufo.
Kiga (キガ?)
Il Diavolo Carestia appare sotto le sembianze di una studentessa della scuola di Asa, uscendo allo scoperto solo per rianimare Yuko dopo che la ragazza era stata sconfitta da Denji, dichiarando di essere disposta a tutto pur di aiutare sua "sorella minore" riferendosi a Yoru. Compare nuovamente all'appuntamento tra Asa e Denji all'acquario, intrappolando i due all'interno del parco, con l'intendo di forzare Asa a trasformare il ragazzo in un'arma: ritiene infatti che ogni persona possa essere spinta a fare qualsiasi cosa quando abbandona la sua moralità ed è affamata. Fa parte del Club dei Cacciatori di Diavoli della scuola ed indossa degli orecchini a tema Chainsaw Man.
Ironicamente, come mostra durante il suo incontro con Yoshida, è patita di cibo e dolci; è inoltre poco attenta a nascondere la propria identità come Diavolo Carestia. Durante lo stesso incontro, mostra di essere a conoscenza della Profezia di Nostradamus.

## Divisione di pubblica sicurezza
La Commissione per la Pubblica Sicurezza è un'organizzazione di Cacciatori di Diavoli approvata dal governo giapponese. Vengono inviati per individuare i diavoli in caso di minaccia per il pubblico e hanno il compito di risolvere gli incidenti legati ai diavoli che i civili non riescono a gestire. Sono divisi in "divisioni speciali", tra cui la Quarta Divisione che è una divisione sperimentale. Ci sono divisioni sia a Tokyo che a Kyoto.

### Cacciatori di diavoli
Aki Hayakawa (早川アキ?, Hayakawa Aki)
Doppiato da: Shogo Sakata (ed. giapponese), Alessandro Fattori (ed. italiana)
Esperto Cacciatore di Diavoli assegnato alla Quarta Divisione di Pubblica Sicurezza. Distaccato, metodico e determinato, ha visto il Diavolo Pistola uccidere tutta la sua famiglia da bambino e da allora non fa altro che combattere per trovarne i pezzi, rintracciarlo e ucciderlo, sterminando innumerevoli Diavoli che osano interporsi tra lui e la sua vendetta. Ha un rapporto inizialmente problematico con Denji, che migliora con il tempo. Il suo patto consiste nell'evocare l'enorme Diavolo Volpe, Kon (uno dei diavoli più favorevoli agli umani, che lascia usare la sua testa a quelli più esteticamente gradevoli e i suoi artigli agli altri, come nel caso di Arai) per far sì che divori i suoi nemici al prezzo del sacrificio di una parte del corpo, generalmente pezzi di pelle, o capelli; dopo aver provato a fargli mangiare l'Uomo Katana, in quanto ibrido, il Diavolo Volpe si rifiuta di aiutarlo ulteriormente. Ha anche un patto con il Diavolo Maledizione che gli permette di uccidere qualsiasi essere trafitto dalla propria spada (in realtà un artefatto simile ad un enorme chiodo) in cambio dell'accorciamento della sua vita di uno o più anni. In seguito Aki farà un patto con il Diavolo Futuro, facendolo vivere nel suo occhio in cambio di visioni che gli permettono di anticipare di qualche secondo il suo futuro e dunque di migliorare i suoi riflessi, potendo anche vedere il modo in cui morirà.
Poco prima dell'improvviso attacco del Diavolo Pistola, chiede a Makima di fargli stringere un patto con un Diavolo più forte per poter proteggere Denji e Power. Pur non aspettandosi di trovarlo lì (essendo andata su una spiaggia deserta dopo aver origliato la conversazione del Presidente degli Stati Uniti per affrontare il Diavolo Pistola con il minor numero di vittime possibili), Makima lo costringe a stringere un patto con lei, per avere il suo aiuto e quello del Diavolo Angelo nello scontro imminente.
Viene riportato tra le vittime del Diavolo Pistola dopo la sua apparizione, il suo cadavere viene posseduto dallo stesso Diavolo Pistola e costretto a combattere contro Denji, che lo uccide per fermare la strage.
Kishibe (岸辺?)
Doppiato da: Kenjirō Tsuda (ed. giapponese), Alessandro D'Errico (ed. italiana)
Cacciatore di Diavoli della Prima Sezione Speciale di Pubblica Sicurezza. È un cacciatore veterano e apparentemente folle, dichiara apertamente di amare l'alcool, le donne e uccidere i Diavoli. Sarà assegnato all'addestramento di Denji e Power nel combattimento e si rivelerà un insegnante durissimo e spietato, non esiterà ad infliggere a entrambi ferite mortali ed a combattere senza riguardi né reticenze, cosciente che sono tutti e due in grado di rigenerarsi senza problemi.
Ritiene Makima un pericolo da eliminare, a questo scopo ha formato un gruppo denominato Squadra Anti-Makima con cacciatori della Pubblica Sicurezza pronti a dare la propria vita per convocare il Diavolo Inferno. Era innamorato di Quanxi, finché non ha scoperto che una relazione con lei era impossibile (ciononostante è ancora legato a lei, come dimostra quando non vuole vedere Quanxi decapitata da Makima, cosa che aumenta il suo odio nei suoi confronti).
Aiuta Denji a fare a pezzi Makima, successivamente trova la sua reincarnazione Nayuta in Cina; decide di portarla da Denji per affidarla a lui e impedire che il governo la cresca di nuovo come un'arma, convinto che la bambina non abbia memoria del suo passato.
Himeno (姫野?)
Doppiata da: Mariya Ise (ed. giapponese), Chiara Francese (ed. italiana)
Cacciatrice di Diavoli priva di un occhio e prima partner di Aki Hayakawa, di cui è innamorata. È gioviale e sempre sorridente ma è anche una ragazza viziosa, che non si fa problemi a fumare e bere quantità smodate d'alcool: quando è particolarmente brilla, ha il vizio di baciare qualsiasi collega maschio le capiti a tiro. Ubriaca, dà a Denji il suo primo e disgustoso bacio (finendo per vomitargli in bocca) e tenterà di avere un rapporto sessuale con lui, ma alla fine Denji rinuncerà a causa del lecca lecca che Makima gli ha dato poco prima la sera stessa, che gli ricorda che la sua prima volta dovrà essere con Makima; rimangono dunque amici e lei proporrà al ragazzo, evidentemente innamorato di Makima, di aiutarlo a patto di ricevere da lui un aiuto per fare colpo su Aki.
Himeno muore sacrificando al Diavolo Fantasma tutto il suo corpo per permettere ad Aki e Denji di salvarsi dall'Uomo Katana.
Kobeni Higashiyama (東山 コベニ?, Higashiyama Kobeni)
Doppiata da: Karin Takahashi (ed. giapponese), Giulia Maniglio (ed. italiana)
Una giovane ragazza sempre ansiosa e terrorizzata che ha stretto un patto con un Diavolo ignoto, ha iniziato a lavorare come Cacciatrice di Diavoli nella squadra sperimentale di Makima. Nonostante il suo atteggiamento timido e codardo, mostra velocità e riflessi sorprendenti quando viene minacciata. In seguito all'incontro con il Diavolo dell'Oscurità, si dimette dall'organizzazione e lavora come cameriera in un fast food, solo per essere successivamente trascinata a un "appuntamento" con Pochita nella sua vera forma di Diavolo. Ha una famiglia numerosa ed è stata forzata a diventare una Cacciatrice di Diavoli per pagare l'università al fratello.

### Majin/Belve
Power (パワー?, Pawā)
Doppiata da: Fairouz Ai (ed. giapponese), Martina Felli (ed. italiana)
Diavolo del Sangue incarnato nel corpo di una giovane ragazza, è arruolata all'interno della Quarta Divisione di Pubblica Sicurezza in virtù del suo elevato quoziente intellettivo e del suo (seppur limitato) autocontrollo. Considera Denji il suo primo vero amico.
Diavolo Angelo (天使の悪魔?, Tenshi no akuma)
Doppiato da: Maaya Uchida (ed. giapponese), Martina Tamburello (ed. italiana)
Diavolo dall'aspetto angelico e dai tratti femminili assegnato alla Quarta Divisione di Pubblica Sicurezza. Nonostante le apparenze, è un maschio ed ha un carattere estremamente pigro e reticente, lamentandosi continuamente della fatica che prova perfino nel mangiare e nel continuare a vivere. Sarà comunque un buon alleato di Aki, ma costantemente manipolato da Makima; il suo potere consiste nell'accorciare la vita o uccidere gli esseri umani semplicemente toccandoli, trasformando in seguito gli anni di vita rubati in potenti armi. Una volta viveva in un piccolo villaggio sulla spiaggia con gli umani che lo trattavano amorevolmente, lui stesso si era innamorato di una donna del luogo. Makima, tuttavia, lo trovò e lo obbligò col suo potere a mostrarle le sue capacità, facendogli uccidere tutte le persone a cui teneva, per poi fargli dimenticare tutto. Ripresi i suoi ricordi, tenta di impedire ad Aki di fare un patto con Makima, ma lei lo costringe nuovamente a servirla.
Beam (ビーム?, Bimu)
Doppiato da: Natsuki Hanae (ed. giapponese), Matteo Zanotti (ed. italiana)
Il Diavolo Squalo incarnato nel corpo di un giovane uomo. Selvaggiamente entusiasta e instabile, può "nuotare" attraverso oggetti solidi e trasformarsi in una forma più mostruosa simile a uno squalo. È il partner di Denji, che adora. Successivamente si sacrifica per far rivivere Denji durante la battaglia con il Diavolo Oscurità all'Inferno. Viene spiegato da Makima che fa parte dei Diavoli seguaci del Diavolo Motosega e ha rivisto in Denji "il suo signore", motivo per cui chiede di fare squadra con lui e cerca di proteggerlo in ogni modo possibile.
Galgali (ガルガリ?, Garugari)
Doppiato da: Yuda Uchida (ed. giapponese), Edoardo Lomazzi (ed. italiana)
Diavolo Violenza incarnato nel corpo di uomo con il volto coperto da una maschera per limitare la sua forza. Possiede un potere immenso e può assumere una forma più mostruosa quando si toglie la maschera. Ha ancora la maggior parte del suo cervello umano e può ricordare diversi dettagli sulla sua vita passata.
Princi (プリンシ?, Purinshi)
Doppiata da: Saori Gotō (ed. giapponese)
Diavolo ragno che assume una forma di un ibrido fra una ragazza e un ragno con 8 zampe. Incarna la paura dei ragni. La maggior parte delle volte sembra prendere ordini solo da Makima. Ha inoltre il potere di permettere di varcare la soglia tra il mondo reale e l'Inferno senza dover necessariamente morire.

## Organizzazioni del settore privato
Individui che lavorano da soli o in gruppo con Cacciatori di Diavoli privati. Sono simili a cacciatori di taglie e liberi professionisti, il che significa che non sono leali né impiegati ufficialmente da alcun governo. Durante il corso della serie, molte organizzazioni hanno cercato di catturare il Diavolo Motosega.

### Giappone
Hirofumi Yoshida (吉田 ヒロフミ?, Yoshida Hirofumi)
Un Cacciatore di Diavoli e guardia del corpo del settore privato giapponese assunto per proteggere Denji mentre vari assassini danno la caccia a Chainsaw Man, ha un contratto con il Diavolo Polpo. Successivamente si presenta a frequentare la scuola di Denji con il compito di tenerlo d'occhio e permettergli di mantenere una vita normale. Sebbene inizialmente aiuti Denji a stringere un rapporto amichevole con Asa, in seguito le intima di stargli lontano senza fornire ulteriori spiegazioni. Dopo la caccia agli assassini internazionali, si unisce all'organizzazione di pubblica sicurezza, presumibilmente su richiesta di Kishibe, per monitorare il comportamento di Fami.

#### Yakuza
Uomo Katana (サムライソード?, Samurai Sōdo)
Doppiato da: Daiki Hamano (ed. giapponese), Lorenzo Scattorin (ed. italiana)
Il nipote senza nome del capo della yakuza che ha fatto uccidere Denji e Pochita dal Diavolo Zombi, è un presunto agente del Diavolo Pistola. Come Denji, è un ibrido uomo-diavolo con il cuore del Diavolo Katana, in grado di trasformarsi nella sua forma ibrida togliendosi la mano.
È stato requisito dalle autorità dopo essere stato sconfitto da Denji, in seguito è stato soggiogato da Makima insieme ad altri ibridi per combattere Denji. Dopo la sconfitta di Makima, si unisce alla Pubblica Sicurezza come parte della Divisione Speciale 7.
Akane Sawatari (沢渡 アカネ?, Sawatari Akane)
Doppiata da: Yo Taichi (ed. giapponese), Gea Riva (ed. italiana)
Una ex Cacciatrice della Pubblica Sicurezza che lavora con la yakuza insieme all'Uomo Katana. Ha un contratto con il Diavolo Serpente. Dopo la sconfitta dell'Uomo Katana, il suo Diavolo Serpente, in grado di riportare in vita i morti e di divorare i Diavoli altrui per poi risputarli a piacimento controllandoli, si suicida automaticamente con lei prima di essere requisito dalle autorità; nonostante questo in seguito il suo cadavere è stato utilizzato insieme al suo contratto da Makima per contrastare il Diavolo Pistola.

### Cina
Quanxi (クァンシ?, Kuanshi)
L'ex partner e cotta di Kishibe, una Cacciatrice di Diavoli cinese e una degli assassini inviati a prendere il cuore di Denji. È in una relazione poliamorosa con quattro Majin femmine. È un ibrido con il Diavolo Balestra. Secondo Babbo Natale è la "prima Cacciatrice di Diavoli". Viene decapitata per ripicca da Makima nello stesso modo in cui aveva precedentemente decapitato Denji, successivamente viene rianimata da lei insieme a Reze e l'Uomo Katana per combattere Chainsaw Man. Dopo la sconfitta di Makima, torna di nuovo a lavorare nella pubblica sicurezza, facendo parte della divisione speciale 7, salvando in seguito Denji, Nayuta e Fumiko dai seguaci del Diavolo Fuoco.
Long (ロン?, Ron)
Una delle fidanzate di Quanxi, sembra avere abilità di fuoco. Viene uccisa durante la battaglia con il Diavolo Oscurità.
Pingtsi (ピンツイ?, Pintsui)
Una delle fidanzate di Quanxi, una ragazza molto allegra che a volte condivide fatti inutili, di solito per cercare di impressionare Quanxi. Viene uccisa durante la battaglia con il Diavolo Oscurità.
Tsugihagi (ツギハギ?)
Una delle fidanzate di Quanxi, ha la pelle pallida con punti di sutura che le coprono il viso, le cosce e la parte superiore del braccio, rendendola la più silenziosa del gruppo. Successivamente viene uccisa da Makima.
Cosmo (コスモ?, Kosumo)
Una delle fidanzate di Quanxi, ha la capacità di mostrare l'intero universo ai suoi bersagli, rendendoli catatonici al pensiero di Halloween. Per questo motivo, la sua personalità superficiale potrebbe essere il risultato dei suoi poteri che influenzano se stessa, facendola ripetere e non essere in grado di pensare ad altro che "Halloween". Successivamente viene uccisa da Makima.

### Unione Sovietica
Reze (レゼ?)
Doppiata da: Reina Ueda (ed. giapponese), Katia Sorrentino (ed. italiana)
Misteriosa ragazza che lavora in una caffetteria: all'apparenza un'allegra studentessa, conosce Denji casualmente durante un temporale e i due sembrano innamorarsi, ma alla fine lei si rivela una spietata assassina sovietica, cresciuta fin da piccola per non provare alcuna emozione ed essere una perfetta macchina per uccidere, nonché un ibrido come Denji col potere del Diavolo Bomba, alleato fedele del Diavolo Pistola ed incaricato di recuperare il cuore di Denji.
Dopo essere stata sconfitta da Denji, questi sembra comunque pronto a darle una possibilità e lei rinuncia a tentare la fuga per andare all'appuntamento che lui le ha dato ma viene intercettata da Makima, la quale la sconfigge e la pone sotto il suo comando tramite il proprio potere, in seguito la usa contro il Diavolo Motosega.
Babbo Natale (サンタ クロース?, Santa Kurōsu)
Uno degli assassini mandati a cercare Denji. Presentato come un anziano tedesco, viene rivelato in seguito che Babbo Natale è composto da più persone, il corpo reale è una donna russa chiamata "maestro" dal suo allievo Tolka, che trasforma anche lui in un corpo per lei. Il maestro ha un contratto con il Diavolo Bambola e ha la capacità di trasformare le persone in bambole sotto il suo controllo, che diventano parte della mente alveare di Babbo Natale. Mette in atto un complotto per inviare Denji e diversi Cacciatori all'Inferno come sacrifici al Diavolo Oscurità in cambio del potere di uccidere Makima. Viene sconfitta da un Denji in fiamme e la sua mente viene distrutta da una delle amanti di Quanxi, il Demone Cosmo.

## Diavoli
Pochita (ポチタ?)
Doppiato da: Shiori Izawa (ed. giapponese), Elisa Giorgio (ed. italiana)
Il Diavolo Motosega (チェンソーの悪魔?, Chensō no Akuma) che si è fuso con Denji. Ha la capacità di mangiare i Diavoli e cancellare la loro esistenza, rendendolo così "il Diavolo che i Diavoli temono di più". Appare per la prima volta nella sua forma di cane con una piccola motosega sul muso, in realtà uno stato indebolito dopo un combattimento con i Quattro Cavalieri e il Diavolo Pistola. La sua vera forma è una versione più grande, metallica e scura della forma ibrida di Denji, e ha quattro braccia. Ha un legame di sincero affetto con Denji, come prova il suo sacrificio nel diventare il suo cuore per permettergli di realizzare i suoi sogni e di vivere una vita normale: questo perché Denji è stato il primo a realizzare il suo sogno di essere abbracciato.
Makima è erroneamente convinta che "Chainsaw Man" debba essere il caos incarnato, che non si vesta, che non parli e che uccida indiscriminatamente sia chi gli chiede aiuto sia chi gli è ostile, come rivelato dallo stesso Pochita in realtà il suo desiderio è sempre stato di essere abbracciato da qualcuno; il caos che porta ovunque è solo un effetto collaterale, poiché torna da chi ha aiutato per ricevere un abbraccio, uccidendolo per sbaglio a causa della sua forza smisurata, come accade con gli inservienti nel fast food quando cerca di portare Kobeni ad un appuntamento per realizzare il sogno di Denji di avere un appuntamento al posto suo.
Aiuta Denji a combattere Makima, vestendosi e parlando come lui e facendole credere di stare combattendo contro il vero Denji; si mostra ostile nei suoi confronti, arrivando a sputarle sangue sul viso, dimostra di non essere come lei si immaginava, portandola ironicamente ad insultarlo e a non realizzare di avere davanti l'originale Diavolo Motosega, negando che lui possa essere Chainsaw Man (sempre convinta di avere davanti Denji).
Ciononostante, chiede a Denji di realizzare il sogno del Diavolo del Controllo, spiegando che se è riuscito a realizzare il suo, può farlo anche con Makima/Nayuta creando il mondo che lei voleva creare nel modo sbagliato al posto suo, dandole molti abbracci.
Diavolo Pistola (銃の悪魔?, Jū no akuma)
Terrificante Diavolo che incarna il terrore delle armi da fuoco. È un essere dalla forza terribile, colpisce fulmineamente ed uccide un gran numero di persone in tempi brevissimi. È responsabile di una delle stragi più tremende della storia, nella quale ha ucciso più di un milione di persone in meno di cinque minuti, per poi volatilizzarsi nel nulla; da allora l'unica traccia della sua presenza nel mondo sono i suoi frammenti di carne, a forma di proiettile, persi mentre si muove ad altissima velocità, che ingeriti da un Diavolo possono aumentarne di molto la potenza e che reagiscono attraendosi tra loro come calamite una volta raggiunta una quantità abbastanza grande. Il presidente degli Stati Uniti d'America convoca il 20% del Diavolo in suo possesso per uccidere Makima, offrendogli in cambio un anno della vita di tutti i cittadini americani. Makima riesce quasi a sconfiggerlo, ma il Diavolo Pistola possiede il corpo di Aki e fugge via, tornando alla casa in cui vive con Power e Denji a causa delle sue memorie residue, le stesse che lo porteranno poi ad esitare permettendo a Denji di eliminarlo. Le restanti percentuali di frammenti esistenti sono possedute dall'URSS, dalla Cina, in minima parte da altri Paesi e da altri Diavoli in giro per il mondo.
Diavolo Pipistrello (コウモリの悪魔?, Kōmori no Akuma)
Doppiato da: Kenichiro Matsuda (ed. giapponese), Francesco De Angelis (ed. italiana)
Un Diavolo che incarna la paura dei pipistrelli. È apparso per la prima volta prendendo in ostaggio il gatto domestico di Power per costringerla a portargli umani da mangiare per rigenerarsi, per poi essere ucciso da Denji. La sua incarnazione successiva appare in uno stato più selvaggio quando insegue Asa e Yuko, solo per poi essere indirettamente uccisa di nuovo da Denji mentre combatte il Diavolo Scarafaggio.
Diavolo Eternità (永えい遠えんの悪あく魔ま?, Eien no Akuma)
Doppiato da: Hironori Kondo (ed. giapponese), Massimo Di Benedetto (ed. italiana)
Un Diavolo che incarna la paura dell'eternità. Ha occupato il Morin Hotel, intrappolando chiunque tenti di entrare in un interminabile ottavo piano. La Quarta Divisione Speciale si scontra con lui dopo essere stata inviata a recuperare un pezzo del Diavolo Pistola, che aveva ingerito incrementando i suoi poteri. Dopo essere diventato incapace di sopportare il dolore che Denji gli ha ripetutamente inferto colpendolo con le sue motoseghe, offre il suo nucleo a Denji, che lo uccide. La sua incarnazione successiva prende il controllo dell'Acquario Tanashi intrappolando di nuovo Denji con Asa al loro appuntamento in un piano di Fami per farle trasformare Denji in un'arma. Come i Quattro Cavalieri, sembra essere in grado di ricordare particolari delle sue vite precedenti, perché ricorda chiaramente il ruolo del Diavolo Motosega e il suo reale potere, riconoscendo Denji come una versione più debole al momento del loro primo incontro.
Diavolo Maledizione (呪いの悪魔?, Noroi no Akuma)
Un Diavolo che incarna la paura delle maledizioni. Una persona che stringe un patto con lui, dopo aver pugnalato la vittima con una spada simile ad un chiodo tre volte, può manifestare la sua maledizione, che schiaccerà mortalmente la sua vittima. Tuttavia, l'utilizzo dell'abilità del Diavolo Maledizione comporta il costo di diversi anni di vita dell'utilizzatore. Aveva contratti con Aki e con Babbo Natale.
Diavolo Fantasma (幽霊の悪魔?, Yūrei no Akuma)
Un Diavolo che incarna la paura dei fantasmi. Aveva un contratto con Himeno, le permetteva di afferrare oggetti con la mano intangibile del Diavolo in cambio del suo occhio destro. Si manifesta per combattere l'Uomo Katana dopo che Himeno le offre tutto il suo corpo come pagamento, in seguito viene divorato dal Diavolo Serpente e rigurgitato per combattere contro Aki, che lo uccide definitivamente.
Diavolo Futuro (未来の悪魔?, Mirai no Akuma)
Doppiato da: Hiroki (ed. giapponese), Matteo De Mojana (ed. italiana)
Un Diavolo che incarna la paura del futuro. È un Diavolo forte ma dagli atteggiamenti talvolta buffi e scherzosi, può vedere il futuro delle persone con cui entra in contatto. È stato catturato dalla divisione della Pubblica Sicurezza di Tokyo per fargli stipulare contratti con i Cacciatori di Diavoli, tra cui Aki.
Diavolo Tifone (台風の悪魔?, Taifū no Akuma)
Un Diavolo che incarna la paura dei tifoni. Una precedente incarnazione del Diavolo ha ucciso i genitori di Asa e ha distrutto la sua casa. La sua successiva incarnazione sembra combattere Denji alleandosi con Reze, che chiama "lady", ma viene ucciso da Denji con l'aiuto di Beam.
Diavolo Inferno (地じ獄ごくの悪あく魔ま?, Jigoku no Akuma)
Un Diavolo che incarna la paura dell'Inferno. Può recuperare i Diavoli sulla Terra e afferrarli con una mano gigante che emerge dal cielo, portandoli all'Inferno attraverso una delle tante porte che si sovrappongono al cielo dell'Inferno. Viene evocato dalla Squadra Anti-Makima al comando di Kishibe.
Diavolo Oscurità (闇の悪魔?, Yami no Akuma)
Un Diavolo estremamente potente che rappresenta la paura primordiale dell'oscurità, residente all'Inferno. Si dice che sia così potente da non essere mai stato ucciso, non uscendo così mai dall'Inferno. La sua sola presenza sconvolge la mente degli altri Diavoli e sembra avere un particolare odio nei confronti di Makima. Intrappola Denji e un gruppo di Cacciatori quando vengono trasportati all'Inferno, mutilando e uccidendo all'istante la maggior parte di loro.
Diavolo Caduta (落らっ下かの悪あく魔ま?, Rakka no Akuma)
Un Diavolo estremamente potente che rappresenta la paura primordiale della caduta, attualmente manifestato sulla Terra. La sua sola presenza sconvolge la mente delle persone che gli stanno vicino, forzandole a rivivere esperienze traumatiche della loro vita fino a spingerle al suicidio. È inoltre in grado di sollevare in aria le persone fino ad un'altezza che dipende dal loro vissuto. Esibisce una personalità molto eccentrica, esprimendo il desiderio di "servire la morte" come se fosse un piatto, oltre all'assumere l'aspetto ed il lessico tipico di un cuoco.